# Slumdog Millionaire
Slumdog Millionaire (bra: Quem Quer Ser um Milionário?; prt: Quem Quer Ser Bilionário?) é um filme britano-estadunidense de 2008, dirigido por Danny Boyle e escrito por Simon Beaufoy. É uma adaptação do livro Q & A, do autor indiano e diplomata Vikas Swarup. Filmado na Índia, o filme conta a história de Jamal Malik Othman, um jovem das favelas de Juhu, Mumbai, que aparece na versão indiana do programa Quem Quer Ser um Milionário?, excedendo as expectativas das pessoas, criando suspeitas por parte do apresentador e da polícia.
Slumdog Millionaire foi indicado a 10 Oscars, vencendo oito, incluindo Melhor Filme, Melhor Diretor e Melhor Roteiro Adaptado. Também venceu cinco BAFTA Awards e quatro Golden Globes.

## História
Na abertura do filme, aparece a pergunta: "O que faz um rapaz sem interesse no dinheiro num concurso televisivo? E como é que ele sabe todas as respostas? A- Ele trapaceou; B- Ele sabia as respostas; C- Ele é um gênio; D- Estava escrito"
Jamal Malik Othman (Dev Patel) tem 18 anos de idade, vem de uma família das favelas de Juhu Mumbai, Índia, e está prestes a experimentar um dos dias mais importantes de sua vida. Visto por toda a população indiana, Jamal Othman está a apenas uma pergunta de conquistar o prémio de 20 milhões de rupias na versão indiana do programa televisivo "Who Wants To Be A Millionaire?". No entanto, no auge do programa, Jamal Othman está perdido, pois não sabe a resposta de uma pergunta sobre Cricket. Então o locutor do programa chama o intervalo. Ele e Jamal Othman vão ao banheiro e o Jamal Othman diz que realmente não sabe a resposta então o locutor escreve B no espelho e diz: "Você vai vencer. Está escrito." Voltando ao programa, Jamal Othman pede a ajuda 50 por 50 que elimina duas respostas erradas, sobrando as alternativas B (que o locutor escreveu no espelho) e D. Jamal Othman responde D e acerta. o locutor suspeita que ele trapaceou e a polícia prende o jovem Jamal Othman por suspeita de fraude.
Numa tentativa de provar a sua inocência, Jamal conta a história da sua vida nas ruas e as aventuras com o seu irmão, e também a história do seu amor perdido, Latika. A polícia acredita em sua história.
Voltando à pergunta final, Jamal acerta na sorte, pois também não sabia a resposta, vence o programa e reencontra Latika. O filme termina com a pergunta da abertura, mostrando a resposta: D- Estava escrito.

## Elenco
| Ator/Atriz                 | Personagem                  |
| -------------------------- | --------------------------- |
| Dev Patel                  | Jamal Malik Othman          |
| Freida Pinto               | Latika                      |
| Madhur Mittal              | Salim Malik                 |
| Anil Kapoor                | Prem Kumar                  |
| Irrfan Khan                | Inspetor da polícia         |
| Ayush Mahesh Khedekar      | Jamal Othman (criança)      |
| Tanay Chheda               | Jamal Othman (adolescente)  |
| Rubina Ali                 | Latika (criança)            |
| tanvi Ganesh Lonkar        | Latika/Cherry (adolescente) |
| Azharuddin Mohammed Ismail | Salim Malik (criança)       |
| Ashutosh Lobo Gajiwala     | Salim Malik (adolescente)   |
| Saurabh Shukla             | Srinivas                    |
| Mahesh Manjrekar           | Javed/Raja                  |
| Ankur Vikal                | Maman                       |
| Raj Zutshi                 | Produtor do show            |

## Trilha sonora
| Faixa | Título                       | Duração | Intérprete            |
| ----- | ---------------------------- | ------- | --------------------- |
| 1     | O… Saya                      | 3:38    | M.I.A, A. R. Rahman   |
| 2     | Riots                        | 2:06    | A. R. Rahman          |
| 3     | Mausam & Escape              | 3:59    | A. R. Rahman          |
| 4     | Paper Planes                 | 3:24    | M.I.A                 |
| 5     | Paper Planes: Dfa Remix      | 5:51    | M.I.A                 |
| 6     | Ringa Ringa                  | 4:28    | A. R. Rahman          |
| 7     | Liquid Dance                 | 3:06    | A. R. Rahman          |
| 8     | Latika's Theme               | 3:15    | A. R. Rahman, Suzanne |
| 9     | Aaj Ki Raat                  | 4:57    | Sonu Nigam            |
| 10    | Millionaire                  | 4:01    | A. R. Rahman          |
| 11    | Gangsta Blues                | 3:21    | A. R. Rahman          |
| 12    | Dreams on Fire               | 4:15    | A. R. Rahman          |
| 13    | Jai Ho! (You Are My Destiny) | 3:40    | A. R. Rahman          |

## Prêmios
Oscar 2009
- Melhor Filme - Christian Colson[6]
- Melhor Diretor - Danny Boyle[6]
- Melhor Roteiro Adaptado - Simon Beaufoy[6]
- Melhor Fotografia - Anthony Dod Mantle[6]
- Melhor Edição - Chris Dickens[6]
- Melhor Trilha Sonora Original - A.R. Rahman[6]
- Melhor Canção Original - A.R. Rahman e Gulzar por Jai Ho[6]
- Melhor Mixagem de Som - Resul Pookutty, Richard Pryke e Ian Tapp[6]
- Melhor Canção - O… Saya (indicado)[6]
- Edição de Som - Tom Sayers (indicado)[6]

62º British Academy Film Awards (BAFTA 2009)
- Melhor Filme - Christian Colson
- Melhor Direcção – Danny Boyle
- Melhor Argumento Adaptado – Simon Beaufoy
- Melhor Trilha Sonora - A.R. Rahman
- Melhor Fotografia - Anthony Dod Mantle
- Melhor Edição - Chris Dickens
- Melhor Som - Glenn Freemantle, Resul Pookutty, Richard Pryke, Tom Sayers e Ian Tapp
- Melhor Filme Britânico (indicado)
- Melhor Ator – Dev Patel (indicado)
- Melhor Atriz Coadjuvante - Freida Pinto (indicado)
- Melhor Figurino - Mark Digby e Michelle Day (indicado)

66º Golden Globe Awards (Globo de Ouro 2009)
- Melhor Filme Dramático
- Melhor Direção - Danny Boyle
- Melhor Argumento Adaptado - Simon Beaufoy
- Melhor Trilha Sonora Original - A. R. Rahman

20º Producers Guild of America Awards (Sindicato dos Produtores 2009)
- Melhor Filme

61º Directors Guild of America Awards (Sindicato dos Diretores 2009)
- Melhor Direcção - Danny Boyle (indicado)

15º Screen Actors Guild Awards (Sindicato dos Atores 2009)
- Melhor Elenco
- Melhor Actor Coadjuvante - Dev Patel (indicado)

61º Writers Guild of America Awards (Sindicato dos Argumentistas 2008)
- Melhor Argumento Adaptado - Simon Beaufoy (indicado)

## Bilheterias

### Estados Unidos
Slumdog Millionaire estreou nos Estados Unidos da América em 12 de novembro de 2008, arrecadando naquela semana 360 018 de dólares em 10 salas. Expandiu seu circuito em 26 de dezembro de 2008 para 614 salas, arrecadando naquele fim de semana, 4 301 870 dólares. Desde que foi lançado, já arrecadou 141 319 928 dólares nos Estados Unidos e 236 590 616 no restante do mundo, totalizando 377 910 544 dólares - um valor extremamente alto para um filme cujos custos de produção estimados foram de apenas 15 milhões de dólares.

### Portugal
Tendo estreado em Portugal a 5 de fevereiro de 2009, Quem Quer Ser Bilionário foi o filme mais visto na semana de 19 a 25 de fevereiro nas salas de cinema portuguesas, com 61 112 espectadores, somando 269 608 espectadores após seis semanas em cartaz, segundo o Instituto do Cinema e Audivisual.

### Brasil
No Brasil, o filme estreou no dia 6 de março de 2009, mas com pré-estreia no dia 20 de fevereiro de 2009. O filme "Quem Quer Ser Um Milionário" garantiu a liderança nos cinemas por três semanas consecutivas, com público de mais de 1 milhão de espectadores e renda de mais de 2 milhões de reais.

## Single
Quem Quer Ser um Milionário? lançou o single "Jai Ho", que atingiu altos postos nas paradas de sucesso. O single inclusive foi tocado ao fim do filme, com direito a uma coreografia com os atores.
Posteriormente, foi regravada pelo grupo Pussycat Dolls, com 'featuring' de A. R. Rahman.

## Curiosidades
O diretor Danny Boyle colocou o dinheiro a ser pago aos três atores infantis principais em um fundo que será liberado a eles após a conclusão da escola primária aos 16 anos de idade.  A produtora montou um motorista de rikshaw para levar as crianças à escola todos os dias até os 16 anos de idade.